# Kanton Olmedo (Manabí)
Der Kanton Olmedo befindet sich in der Provinz Manabí im Westen von Ecuador. Er besitzt eine Fläche von 254 km². Im Jahr 2022 lag die Einwohnerzahl bei rund 10.100. Verwaltungssitz des Kantons ist die Ortschaft Olmedo mit 2115 Einwohnern (Stand 2010).

## Lage
Der Kanton Olmedo liegt im Südosten der Provinz Manabí. Er liegt 60 km von der Pazifikküste entfernt im Landesinneren jenseits der Cordillera Costanera. Der Hauptort Olmedo liegt am Fluss Río Puca, der das Areal nach Osten zum Río Daule entwässert.
Der Kanton Olmedo grenzt im Osten an die Kantone Balzar und Colimes der Provinz Guayas, im Süden an den Kanton Paján, im Westen an den Kanton 24 de Mayo sowie im Norden an den Kanton Santa Ana.

## Verwaltungsgliederung
Der Kanton Olmedo ist deckungsgleich mit der gleichnamigen Parroquia urbana („städtisches Kirchspiel“).

## Geschichte
Der Kanton Olmedo wurde am 31. August 1994 eingerichtet.
Entwicklung der Einwohnerzahl im Kanton Olmedo bei landesweiten Volkszählungen zum jeweiligen Gebietsstand:
| Jahr                    | Einwohner | +/-   |
| ----------------------- | --------- | ----- |
| 2001                    | 9.243     | –     |
| 2010                    | 9.844     | 6,5 % |
| 2022                    | 10.090    | 2,5 % |
| Datenherkunft: Wikidata |           |       |